# Skra Bełchatów
Maillots
Le Skra Bełchatów est un club de volley-ball polonais fondé en 1957 (la section volley-ball de club omnisports Skra Bełchatów), basé à Bełchatów (voïvodie de Łódź) et évoluant au plus haut niveau national (PlusLiga).

## Historique
Un club omnisports est fondé en 1930, mais la section volley-ball a été créée en 1957.

## Noms historiques
- KS Skra Bełchatów (1957 - 1991)
- EKS Skra Bełchatów (1991 - 2004)
- KPS Skra Bełchatów SSA (2004 - 2006)
- BOT Skra Bełchatów SSA (2006 - 2007)
- PGE Skra Bełchatów SSA (2007 - )

## Bilan sportif

### Palmarès
| Compétitions nationales | Compétitions internationales                                                                             |
| - Championnat de Pologne : - Vainqueur : 2005, 2006, 2007, 2008, 2009, 2010, 2011, 2014, 2018. - Finaliste : 2012, 2017. - Coupe de Pologne - Vainqueur : 2005, 2006, 2007, 2009, 2011, 2012, 2016. - Finaliste : 2004, 2017, 2018. - Supercoupe de Pologne : - Vainqueur : 2012, 2014, 2017, 2018. | - Championnat du monde des clubs : - Finaliste : 2017, 2018. - Ligue des champions : - Finaliste : 2012. |

### Bilan saison par saison
| Saison    | Championnat | Championnat | Championnat     | Championnat | Championnat | Championnat | Championnat | Championnat        | Coupe de Pologne | Supercoupe de Pologne | Coupe d'Europe | Coupe d'Europe | Coupe d'Europe | Autres      | Autres      |
| Saison    | Division    | Niveau      | Phase régulière | Pts         | M           | V           | D           | Phase éliminatoire | Coupe de Pologne | Supercoupe de Pologne | Niveau         | Compétition    | Résultats      | Compétition | Résultats   |
| --------- | ----------- | ----------- | --------------- | ----------- | ----------- | ----------- | ----------- | ------------------ | ---------------- | --------------------- | -------------- | -------------- | -------------- | ----------- | ----------- |
| 2015-2016 | PlusLiga    | 1           | 3e/14           | 58          | 26          | 21          | 5           | 3e place           | Vainqueur        | -                     | 1              | LdC            | Playoffs à 6   |             |             |
| 2016-2017 | PlusLiga    | 1           | 3e/16           | 69          | 30          | 25          | 5           | Finaliste          | Finaliste        | -                     | 1              | LdC            | Playoffs à 12  |             |             |
| 2017-2018 | PlusLiga    | 1           | 2e/16           | 72          | 30          | 25          | 5           | Champion           | Finaliste        | Vainqueur             | 1              | LdC            | Playoffs à 12  | CdM         | 1/2 finales |
| 2018-2019 | PlusLiga    | 1           | 6e/13           | 39          | 24          | 14          | 10          | 1/4 de finale      | 1/4 de finale    | Vainqueur             | 1              | LdC            | 1/2 finales    | CdM         | Poule       |
| 2019-2020 | PlusLiga    | 1           | 3e/14           | 50          | 24          | 17          | 7           | -                  | Annulé           | -                     | -              | -              | -              |             |             |
| 2020-2021 | PlusLiga    | 1           | 4e/14           | 48          | 26          | 15          | 11          | 1/2 finales        | 1/4 de finale    | Finaliste             | 1              | LdC            | 1/4 de finale  |             |             |
| 2021-2022 | PlusLiga    | 1           | 3e/14           | 60          | 26          | 21          | 5           | 1/2 finales        | 1/8es de finales | -                     | 2              | CEV            | 1/2 finales    |             |             |

## Joueurs et personnalités du club

### Entraîneurs
- 1977-? :  Eugeniusz Szymczyk
- ?-1993 :  Wiktor Fiszera
- 1993-1994 :  Eugeniusz Szymczyk
- 1996-1999 :  Paweł Blomberg
- 1999-2000 :  Waldemar Kuczewski
- 2000 :  Zbigniew Zarzycki
- 2000-2003 :  Wiesław Czaja
- 2003-2006 :  Ireneusz Mazur
- 2006-2009 :  Daniel Castellani
- 2009-2013 :  Jacek Nawrocki
- 2013-mars 2016 :  Miguel Ángel Falasca
- Mars 2016 :  Fabio Storti
- Mars 2016-avril 2017 :  Philippe Blain
- Mai 2017-2019 :  Roberto Piazza
- 2019-2021 :  Michał Mieszko Gogol
- 2021-2022 :  Slobodan Kovač
- 2022-2023 :  Joel Banks
- 2023-2024 :  Andrea Gardini
- 2024- :  Gheorghe Crețu

### Joueurs majeurs

#### Polonais
- Maciej Bartodziejski
- Jakub Bednaruk
- Leszek Czerlonek
- Krzysztof Domagała
- Piotr Gruszka
- Krzysztof Ignaczak
- Jakub Kochanowski
- Marcin Kocik
- Sławomir Kudłaczewski
- Marek Kwieciński
- Dariusz Luks
- Robert Malicki
- Jacek Nawrocki
- Adam Nowik
- Daniel Pliński
- Robert Prygiel
- Michał Ruciak
- Andrzej Stelmach
- Krzysztof Stelmach
- Piotr Szulc
- Dariusz Szulik
- Grzegorz Szymański
- Michał Winiarski
- Mariusz Wlazły
- Zbigniew Zieliński
- Łukasz Żygadło

#### Étrangers
- Stéphane Antiga
- Janne Heikkinen
- Evgeni Ivanov
- Wladymir Kastornov
- Alex Damião
- Daniel Lewis

## Galerie

Ancien logo